# Theodore von Kármán
Theodore Kármán de Szőllőskislak (en húngaro: Kármán Tódor) (Budapest, 11 de mayo de 1881-Aquisgrán, 6 de mayo de 1963) fue un ingeniero y físico húngaro-estadounidense que realizó muy importantes contribuciones en el campo de la aeronáutica y astronáutica. Es responsable de descubrimientos trascendentales en aerodinámica, particularmente por sus trabajos en la caracterización de flujos de aire supersónicos e hipersónicos.

## Sus comienzos
Von Kármán nació en el seno de una familia judía en Budapest, Imperio austrohúngaro, siendo llamado Kármán Tódor. Uno de sus ancestros fue el rabino Judah Loew ben Bezalel. Estudio ingeniería en la Universidad Técnica Real Joseph, (actualmente Universidad de Tecnología y Economía de Budapest). Se graduó en 1902, y se incorporó al grupo de Ludwig Prandtl en la Universidad de Göttingen, recibiendo su doctorado en 1908. Los siguientes cuatro años dictó cursos en Göttingen. En 1912 aceptó un puesto en el Instituto Aeronáutico de RWTH Aachen, una de las universidades más importantes de Alemania. Su permanencia en RWTH Aquisgrán fue interrumpida entre 1915-1918 para servir en el ejército Austro-húngaro, allí realizó un diseño de un helicóptero primitivo. Dejó RWTH Aquisgrán en 1930.

## Emigración y trabajo en elJPL
Disconforme con los eventos que se suceden en Europa, en 1930 acepta la jefatura del Guggenheim Aeronautical Laboratory en el Instituto Tecnológico de California (GALCIT) y emigra a Estados Unidos. En 1936, junto con Frank Malina y Jack Parsons, funda la empresa Aerojet para fabricar los motores de cohete JATO. Posteriormente se naturaliza ciudadano de Estados Unidos.
Las actividades alemanas durante la Segunda Guerra Mundial promueven el interés del ejército norteamericano por las tareas de investigación de cohetes. Durante principios de 1943, la división de Ingeniería Experimental del Comando de Material de las Fuerzas Armadas de los Estados Unidos le envía a von Kármán informes de fuentes de inteligencia británicas que describen a cohetes alemanes capaces de alcanzar recorridos de más de 160 km. En una carta fechada el 2 de agosto de 1943 von Kármán le envía al ejército su análisis y comentarios del programa alemán.
En 1944 von Kármán y otros que trabajaban en el GALCIT fundan el Jet Propulsion Laboratory (JPL), el cual es actualmente un centro de investigación y desarrollo financiado con fondos federales y administrado y operado por Caltech mediante un contrato con la NASA. En 1946 se convirtió en el primer director del Scientific Advisory Group que estudiaba tecnologías aeronáuticas para las Fuerzas Armadas de los Estados Unidos. Él ayuda a fundar el AGARD, el Grupo Consultivo de Investigación y Desarrollo Aeronáutico de la OTAN en 1951, el International Council of the Aeronautical Sciences en 1956, la Academia Internacional de Astronáutica en 1960, y el Instituto Von Karman de dinámica de los fluidos en Bruselas en 1956.
Su trabajo vanguardista en aeronáutica y astronáutica conlleva importantes contribuciones a la mecánica de fluidos, la teoría de turbulencia, el vuelo supersónico, las matemáticas en ingeniería y la estructura de aviones. Su despegue asistido por reactores (JATO/RATO), sistema también utilizado en Alemania al final de la IIGM (Arado Ar-234) estipuló el prototipo para los motores de proyectiles de largo alcance usados hoy en día.
Von Kármán contribuyó a la fabricación de la primera aeronave asistida por reactores de Estados Unidos con la inclusión de cohetes de combustible líquido y sólido, el vuelo de aeronaves con propulsión a gran velocidad singular y el desarrollo de combustible líquido de ignición espontánea (más tarde usado en los módulos del Apolo). En 1963 fue premiado con la primera Medalla Nacional de Ciencia.
En 1958 la Universidad de Sevilla lo nombra doctor honoris causa.

## Eponimia
- El cráter lunar Von Kármán lleva este nombre en su memoria.[4]
- El cráter marciano Von Kármán también conmemora su nombre.[5]

## Obras selectas
- Aerodynamics - Selected Topics in the Light of their Historical Development, Cornell University Press, Ithaca, 1954
- Collected Works, (4 Volumes), Von Karman Institute, Rhode St. Genese, 1975 (limited edition book); also Butterworth Scientific Publ., London 1956. Many papers from volumes 1 and 2 are in German.
- From Low Speed Aerodynamics to Astronautics, Pergamon Press, London, 1961
- The Wind and Beyond - Theodore von Kármán Pioneer in Aviation and Pathfinder in Space, Little Brown, 1967 (with L. Edson)
- Mathematical Methods in Engineering, McGraw Hill, 1944 (with M. A. Biot)